# Dumme mosse

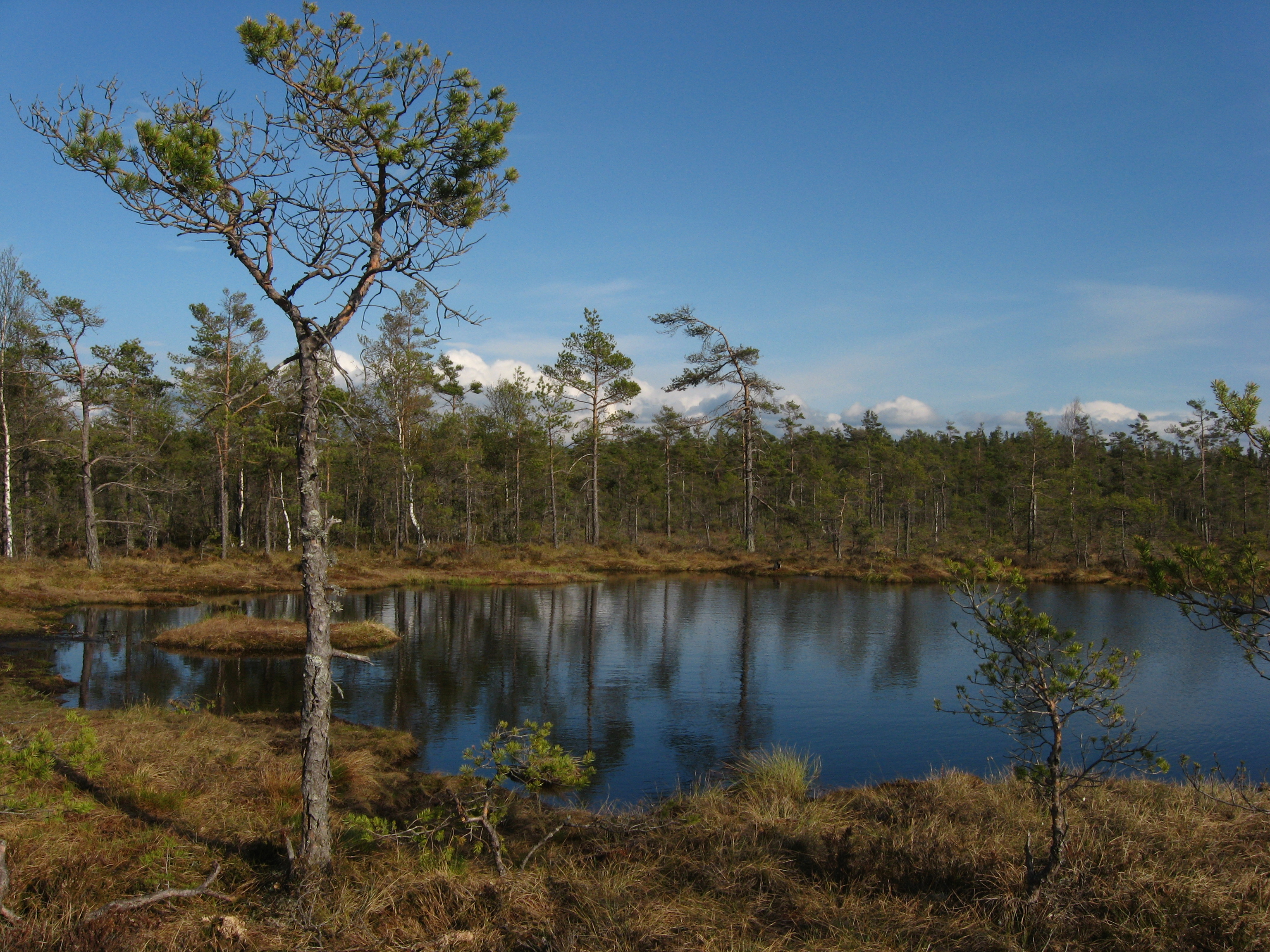
Dumme mosse

Dumme mosse ist ein großes Moor im Westen der Gemeinde Jönköping im Nordwesten von Småland und wird vom Riksväg 40 gekreuzt.
Seit 1998 wird es größtenteils durch ein 2.865 Hektar großes Naturreservat geschützt.
Das Moor liegt auf einer Höhe von ungefähr 225 m ö.h. Die zentralen Teile sind etwa 4–6 Meter tief. Große Teile von Dumme mosse entstanden durch Staunässe im Boden; der Torf besteht hauptsächlich aus klein zerlegten Teilen von Sphagnum-Moos. Das Moor wird hauptsächlich durch den Dummeån und teilweise durch den Dunkehallaån entwässert. Die große Landstraße über das Moor wurde von den Dänen 1567 für ihren Angriff auf Jönköping angelegt.
Bohlenwege machen das Moor für Wanderer zugänglich.